# Masdevallia schildhaueri
Masdevallia schildhaueri är en orkidéart som beskrevs av Willibald Königer. Masdevallia schildhaueri ingår i släktet Masdevallia och familjen orkidéer. Inga underarter finns listade i Catalogue of Life.